# النهر (فلسطين)

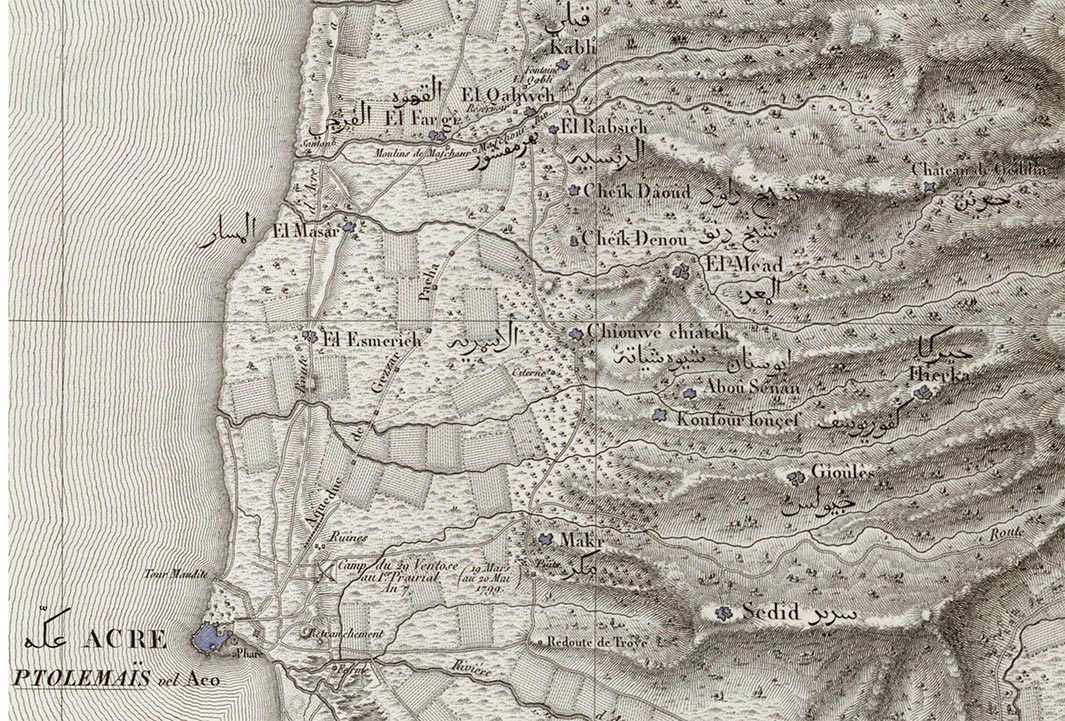
جزء من خريطة بيير جاكوتين شمال فلسطين، أُعدت أثناء الحملة العسكرية الفرنسية عام 1799 ونشرت عام 1826. الاسم الكامل: خريطة طبوغرافية لمصر وعدة أجزاء من الدول المجاورة.... مجموعة ديفيد رمزي

النهر هي قرية فلسطينية على بعد 14 كم شمال شرق مدينة عكا. قد هجر سكانها في أيار/مايو 1948 بعد هجوم عسكري قام به لواء كارميلي كجزء من عملية بن عامي. تم تدمير قرية النهر مباشرة بعد الهجوم.

## الجغرافيا
تقع قرية النهر على بعد 14 كم شمالي شرق عكا، وتبعد عن قرية التل نصف كم على ارتفاع 60م عن البحر، على طريق عكا-ترشيحا. وتحيط بها قرى أم الفرج من الغرب والكابري من الشرق والغابسية والشيخ داوود ودنون من الجنوب الشرقي. يمر وادي المفشوخ بجنوب شرق القرية وعليه اعتمد السكان أساسا على الزراعة وتربية الحيوانات. في عام 1944/45 واستخدمت مجموعة من 2,066 دونم للحمضيات والموز، 1,094 دونم خصصت للحبوب، ودونما 1,937 كانت المروية أو استخدامها للبساتين، التي زرعت 30 دونم في أشجار الزيتون.

## التاريخ
قام آرون كمبنسكي بتنقيبات أثرية في موقع القرية ووجد، بها آثارا تعود إلى أن النهر وتوأمها التل، إلى جهة الغرب منها، كانتا تقعان على أنقاض أثرية يعود تاريخها إلى القرن الثامن قبل الميلاد. وكانت قرية النهر تقوم فوق موقع أثري اسمه تل القهوة، ويأتي (الكتاب السنوي لولاية بيروت) العثماني لسنة 1904 إلى ذكر الموقع فيقول إنه يضم قريتي التل والقهوة.
سميت القرية بهذا الاسم نسبة إلى وجود ينبوعين يحدان القرية، الينبوع الأول بركة الفوار وهو يحد القرية من الشرق والينبوع الثاني تل المفشوخ ويحد القرية من الغرب.
يقال

## احتلال القرية
بين 20 إلى 21 من أيار/ مايو عام 1948 النكبة، سقطت قرية بعد أن هاجمها لواء كرميئيلي التاربع لعصابات الهاغاناة الصهيونية، خلال المرحلة الثانية من العملية العسكرية التي سميت فيها حينها بن عامي، قبل يوم من العملية أصدر قائد اللواء أمرا لجنوده بأن يحاصروا القرية ويقتلوا الرجال ويدمروا المنازل في كل من قرى النهر والكابري وأم الفرج.

## القرية اليوم
قامت مستوطنة بن عامي على أجزاء من قرية النهر، أما القربة لم يبق منها سوى بيتين ونخلة باسقة وقبر وحيد، ونبع الفوار سُيّج وأعلن عنه ملكية خاصة.

## وصلات خارجية
حسين مباركي: لاجئ من النهر يحكي عن قريته النهر